# Kočani
Kočani (macedònic: Кочани) és una ciutat de Macedònia del Nord, situada a uns 100 quilòmetres a l'est de la capital Skopje, i és el tercer centre regional de la part oriental del país.
La ciutat s'estén pel vessant nord de la vall de Kočani, al llarg de la riba del riu Kočani, on abandona els vessants de les muntanyes i travessa la vall. Al nord de la ciutat hi ha la serra d'Ossogovo (2.252 m), i 8 quilometres (5.0 mi) al sud la vall està tancada per la muntanya Plačkovica (1.754 m). La ciutat es troba a 350,450 m metres sobre el nivell del mar. La ciutat té un clima subtropical humit, influenciat per un clima mediterrani alterat que penetra al llarg del riu Bregalnica. La temperatura mitjana és 12,9 °C amb 538 mm (21,2 a) de precipitacions.

## Història
A causa de la seva favorable ubicació geogràfica, juntament amb les excel·lents característiques climàtiques naturals, Kočani va ser habitada ja en l'antiguitat pels tracis. Més endavant, al segle vi els eslaus van habitar parts de la regió. Ciril i Metodi van romandre a la vall des de l'any 845 fins al 855 i van començar a predicar el cristianisme en llengua eslava.

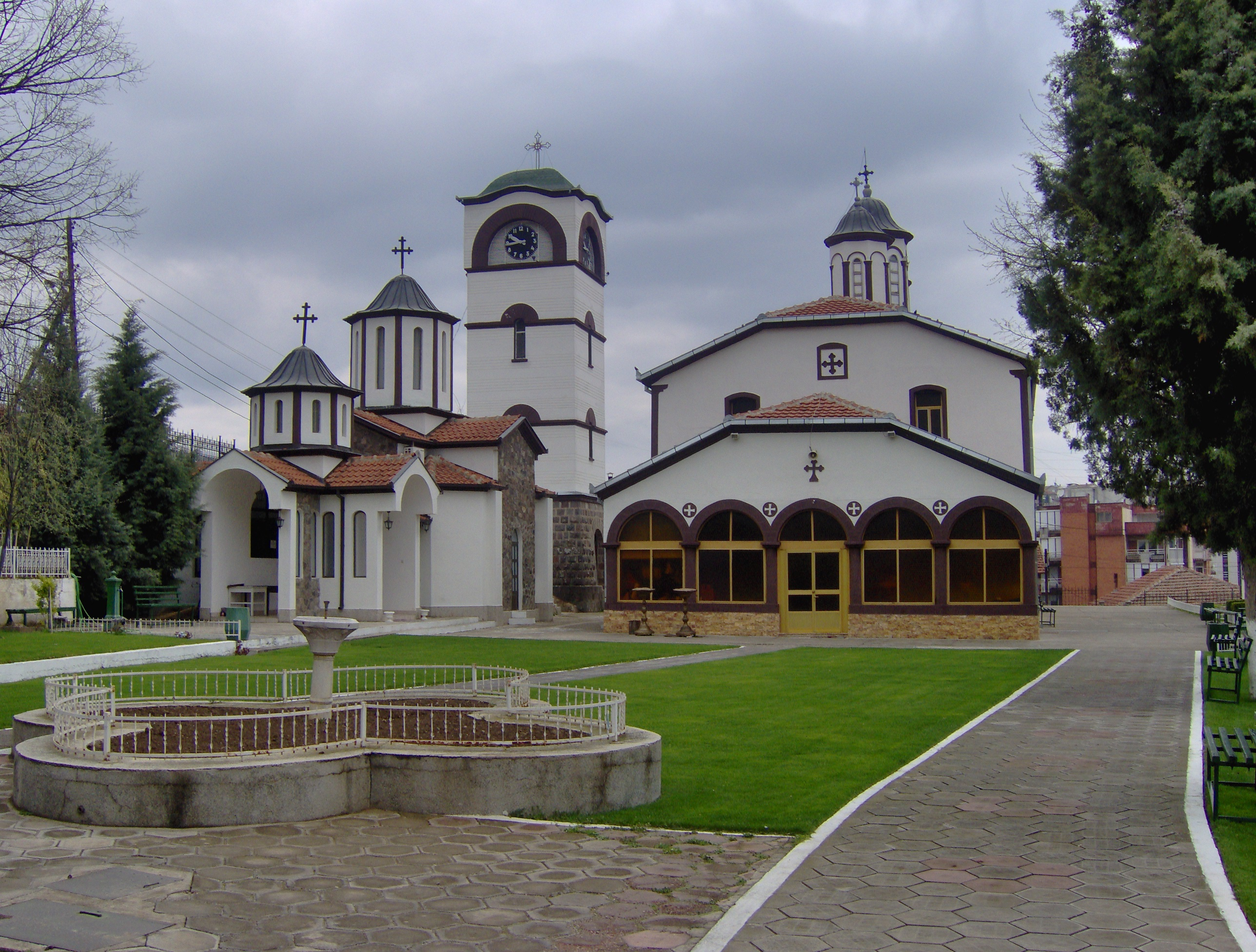
Església ortodoxa de Sant Jordi

Tot i que l'assentament va existir molt abans, Kočani és esmentada per primera vegada en una carta de l'any 1337 en què el dèspota Jovan Oliver va donar l'església de Sant Demetri a Kočani.Les troballes arqueològiques a la mateixa ciutat han revelat restes d'un assentament en els períodes romà i romà d'Orient. A principis del segle xv va caure sota el domini otomà. El cronista i geògraf Evliya Çelebi, que la va visitar el 1662, va registrar que tenia 600 llars, una mesquita, una fonda i 15 botigues d'artesania. Durant el segle xviii i principis del xix, el ritme de creixement de la població de la ciutat es va estancar. Va ser cap al 1878 que la població va començar a augmentar, moment en què tenia unes 450-500 llars. La vila té dues residències feudals en forma de torres que es creu que daten dels segles XVI-XVII.
Almenys 59 persones van morir i 152 van resultar ferides després d'un incendi a la discoteca Pulse durant un concert el 16 de març de 2025.